# Fanol Përdedaj
Fanol Përdedaj (n. 16 iulie 1991) este un fotbalist profesionist care joacă pe postul de mijlocaș defensiv pentru clubul german 1. FC Saarbrücken și echipa națională a Republicii Kosovo. El a jucat anterior pentru echipa națională de fotbal a Germaniei sub 21 de ani.

## Cariera la tineret
Përdedaj și-a început cariera pentru TSV Lichtenberg, iar mai târziu a ajuns la 1. FC Wilmersdorf. În iulie 2002, el a fost transferat la echipa de juniori a lui Hertha BSC.

## Cariera pe echipe
În pre-sezonul 2009-2010, a fost chemat la echipa mare de către antrenorul Lucien Favre. Cu toate acestea, el a fost folosit doar de echipa a doua din Regionalliga Nord și a fost rezervă în repetate rânduri pentru prima echipă.
Datorită accidentărilor lui Fabian Lustenberger și Dárdai, Perdedaj a debutat pentru prima echipă pe 14 august 2010 în meciul din primul tur al DFB-Pokal împotriva SC Pfullendorf, câștigat de echipa sa cu 2-0.
Șase zile mai târziu, Pérdedaj a jucat pentru prima dată într-un meci din 2. Bundesliga în care a câștigat împotriva lui Rot-Weiß Oberhausen cu scorul de 3-2. Pe parcursul acelui sezon, Perdedaj a continuat să joace, contabilizând 15 apariții în 2. Bundesliga.
În noiembrie 2010, și-a reînnoit contractul cu Hertha BSC până în 2015. La 4 martie 2012, Përdedaj a debutat în Bundesliga. Într-un interviu care a urmat după acest meci, antrenorul Hertha, Otto Rehhagel, l-a poreclit „Paradis”, parțial datorită performanței sale în meci, parțial datorită faptului că Rehhagel nu a putut pronunța corect „Përdedaj”. Perdedaj a continuat să joace în șapte dintre cele zece rămase de joc ale lui Hertha în acel sezon.
În sezonul următor, a părăsit-o pe Hertha în ultima zi a ferestrei de transferuri din vară și a fost împrumutat la Lyngby Boldklub. În primele șase luni în Danemarca, Përdedaj a încercat să se stabilească drept titular pentru Lyngnby, începând din primul minut în opt din nouăsprezece meciuri înainte de pauza de iarnă și intrând ca rezervă în alte patru. El s-a întors pentru o scurtă perioadă de timp la Berlin, în ianuarie, pentru a lua parte la cantonamentul lui Hertha BSC și pentru a se menține în formă, deoarece pauza este mult mai lungă în Danemarca decât în Germania.
El a semnat un contract cu FC Energie Cottbus la 17 ianuarie 2014 pe un an și jumătate.

## Cariera la națională

### Germania

#### Tineret
După ce a primit cetățenia germană la 21 septembrie 2009, Përdedaj a reprezentat Germania la diferite niveluri de tineret. El a fost chemat pentru prima dată la echipa Germaniei U19 de Horst Hrubesch, pentru care a debutat la 18 noiembrie 2009 într-un meci împotriva Scoției și a jucat în mai multe meciuri contând pentru calificările la campionatul European U19 din 2010, dar a ratat turneul final din cauza unei accidentări.
El și-a făcut debutul pentru Germania U21 în 11 octombrie 2010 într-un meci împotriva Ucrainei, intrând în locul lui Christoph Moritz.

### Kosovo
La 2 martie 2014, Pepa a fost chemat la naționala statului Kosovo pentru primul meci de la afilierea la FIFA împotriva Haitiului și a fost titular chiar la debut.